# Бескильница
Бески́льница, или Пуччинеллия (лат. Puccinéllia) — род травянистых растений семейства Злаки, или Мятликовые (Poaceae).

## Название
Род назван в честь итальянского ботаника Бенедетто Луиджи Пуччинелли (итал. Benedetto Luigi Puccinelli, 1808—1850).

## Ботаническое описание

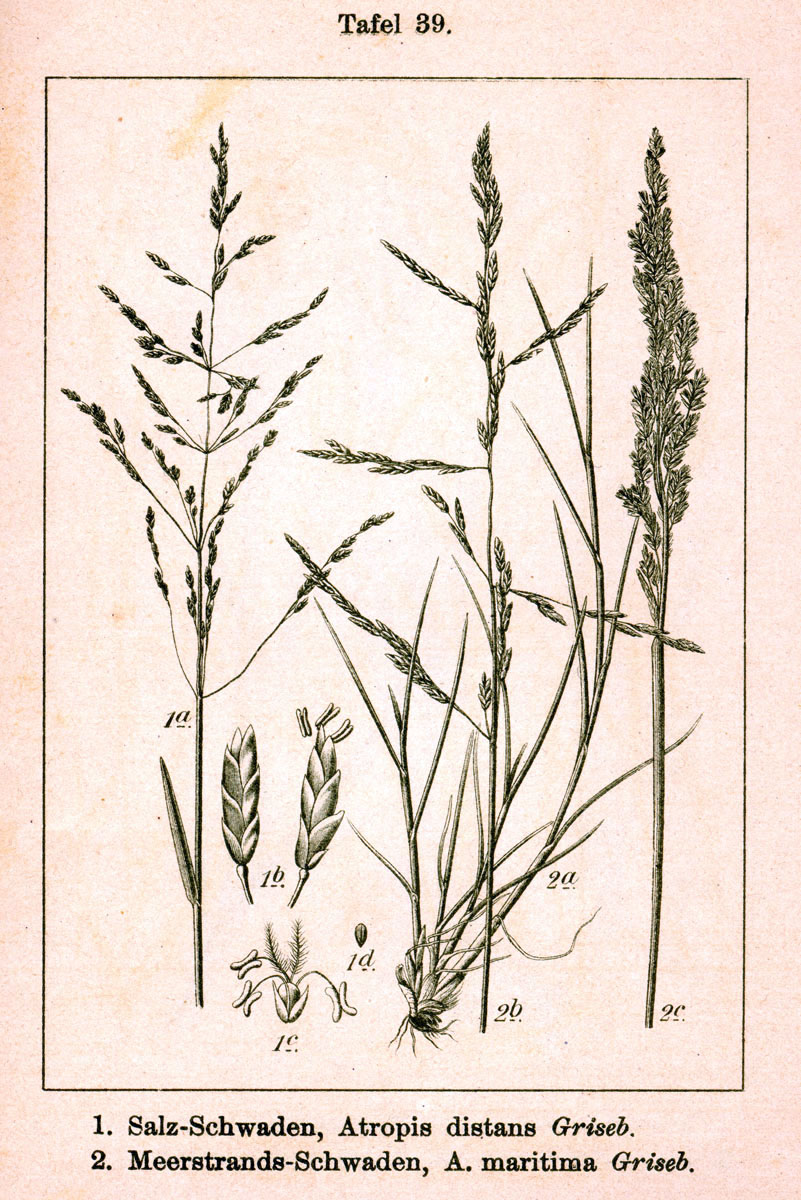
1. Бескильница расставленная (Puccinellia distans); 2. Бескильница морская (Puccinellia maritima).

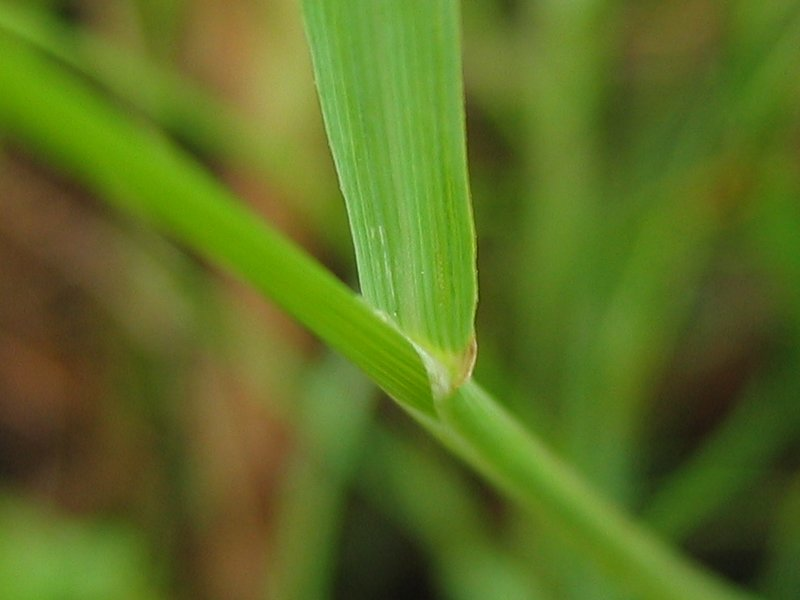
Лист Бескильница расставленная|бескильницы расставленной (Puccinellia distans)

Многолетние, редко двулетние, травянистые дерновинные растения (5)10—80(100) см высотой. Ползучие подземные побеги отсутствуют. Стебли прямостоячие.
Листья линейные, плоские или вдоль свёрнутые, голые или шероховатые, 0,5—5 мм шириной. Влагалища голые, гладкие, замкнутые до ¼ (реже до ⅓) длины от основания; язычки перепончатые, голые, гладкие или шероховатые, 0,3—5 мм длиной.
Соцветие — раскидистая или сжатая метёлка, веточки гладкие или шероховатые. Колосок с голой, шероховатой или коротковолосистой осью, (2)3—9(12) мм длиной, из (2)3—8(9) черепитчато налегающих в два ряда цветков.
Колосковые чешуи неравные, короче нижних цветковых, от ланцетных или широкояйцевидных, кожисто-перепончатые, нижние — с 1—3, верхние — с 3—5 жилками, без киля или килеватые. Нижние цветковые чешуи продолговатые, ланцетные или яйцевидные, кожисто-перепончатые или тонкокожистые, голые или волосистые, гладкие или почти гладкие, (1,3)1,5—3,5(5) мм длиной, с (3)5 малозаметными жилками, без киля или слабо килеватые, тупые или островатые, по краю плёнчатые и мелкореснитчатые; каллус коротковолосистый или голый. Верхняя цветковая чешуя почти равная нижней, с 2 реснитчатыми или голыми килями, наверху выемчато-двузубчатая, у основания волосистая или голая. Лодикулы свободные, двулопастные, в числе двух. Тычинок 3, пыльник 0,3—2,5 мм длиной. Пестик с сидячими, перистыми рыльцами.
Плод — продолговатая зерновка, без бороздки, 0,8—2,5 мм длиной, опадает вместе с цветковой чешуёй; рубчик продолговатый или округлый, в 4—6 раз короче плода.

## Распространение
Виды рода встречаются во всех внетропических областях обоих полушарий, а также в высокогорьях тропиков.

## Хозяйственное значение и применение
Хорошие, преимущественно пастбищные, кормовые растения, средний выход сена 800—1000 кг на га (в хорошие годы до 3000 кг). В зрелом состоянии (после цветения) грубеют и скотом не поедаются.

## Список видов
Род Бескильница включает 112 видов.
- Puccinellia acroxantha C.A.Sm. & C.E.Hubb.
- Puccinellia altaica Tzvelev — Бескильница алтайская
- Puccinellia andersonii Swallen
- Puccinellia angusta (Nees) C.A.Sm. & C.E.Hubb.
- Puccinellia angustata (R.Br.) E.L.Rand & Redfield — Бескильница суженная
- Puccinellia arctica (Hook.) Fernald & Weath.
- Puccinellia argentinensis (Hack.) Parodi
- Puccinellia arjinshanensis D.F.Cui
- Puccinellia asiatica Czerep. — Бескильница азиатская
- Puccinellia ×beckii Holmb.
- Puccinellia ×beringensis Tzvelev — Бескильница берингийская
- Puccinellia biflora (Steud.) Parodi
- Puccinellia borealis Swallen — Бескильница северная
- Puccinellia bruggemannii T.J.Sørensen
- Puccinellia bulbosa (Grossh.) Grossh. — Бескильница луковичная
- Puccinellia byrrangensis Tzvelev — Бескильница быррангская
- Puccinellia chinampoensis Ohwi
- Puccinellia choresmica (V.I.Krecz.) V.I.Krecz. ex Drobov — Бескильница хорезмская
- Puccinellia ciliata Bor
- Puccinellia convoluta (Hornem.) Fourr. — Бескильница свёрнутолистная
- Puccinellia coreensis Honda
- Puccinellia degeensis L.Liu
- Puccinellia diffusa (V.I.Krecz.) V.I.Krecz. ex Drobov — Бескильница раскидистая
- Puccinellia distans (Jacq.) Parl. — Бескильница расставленнаяtypus[1]
- Puccinellia dolicholepis (V.I.Krecz.) Pavlov — Бескильница длинночешуйная
- Puccinellia ×elata (Holmb.) Holmb.
- Puccinellia fasciculata (Torr.) E.P.Bicknell
- Puccinellia ×feekesiana Jansen & Wacht.
- Puccinellia festuciformis (Host) Parl.
- Puccinellia filifolia (Trin.) Tzvelev
- Puccinellia florida D.F.Cui
- Puccinellia frigida (Phil.) I.M.Johnst.
- Puccinellia gigantea (Grossh.) Grossh. — Бескильница крупная, или Бескильница гигантская
- Puccinellia glaucescens (Phil.) Parodi
- Puccinellia gorodkovii Tzvelev — Бескильница Городкова
- Puccinellia groenlandica T.J.Sørensen
- Puccinellia grossheimiana V.I.Krecz. — Бескильница Гроссгейма
- Puccinellia hackeliana (V.I.Krecz.) V.I.Krecz. ex Drobov — Бескильница Гаккеля
- Puccinellia hauptiana (V.I.Krecz.) Kitag. — Бескильница Гаупта
- Puccinellia himalaica Tzvelev
- Puccinellia hispanica Julià & J.M.Monts.
- Puccinellia howellii J.I.Davis — Бескильница Хауэлла
- Puccinellia humilis Litv. ex V.I.Krecz. — Бескильница приземистая
- Puccinellia ×hybrida Holmb.
- Puccinellia iberica (Wolley-Dod) Tzvelev
- Puccinellia intermedia (Schur) Janch.
- Puccinellia jeholensis Kitag.
- Puccinellia jenisseiensis (Roshev.) Tzvelev — Бескильница енисейская
- Puccinellia kamtschatica Holmb. — Бескильница камчатская
- Puccinellia kashmiriana Bor
- Puccinellia ×kattegatensis (Neuman) Holmb.
- Puccinellia kjellmani (Lange) Tolm.
- Puccinellia kobayashii Ohwi
- Puccinellia koeieana Melderis
- Puccinellia ×krusemaniana Jansen & Wacht.
- Puccinellia kuenlunica Tzvelev
- Puccinellia ladakhensis (H.Hartmann) Dickore
- Puccinellia ladyginii N.R.Ivanov ex Tzvelev
- Puccinellia leiolepis L.Liou
- Puccinellia lemmonii (Vasey) Scribn. — Бескильница Леммона
- Puccinellia lenensis (Holmb.) Tzvelev — Бескильница ленская
- Puccinellia macquariensis (Cheeseman) Allan & Jansen
- Puccinellia macranthera (V.I.Krecz.) Norl. — Бескильница крупнопыльниковая
- Puccinellia macropus V.I.Krecz. — Бескильница большеногая
- Puccinellia magellanica (Hook.f.) Parodi
- Puccinellia manchuriensis Ohwi
- Puccinellia maritima (Huds.) Parl. — Бескильница морская, или Бескильница приморская
- Puccinellia mendozina (Hack.) Parodi
- Puccinellia micrandra (Keng) Keng f. & S.L.Chen
- Puccinellia micranthera D.F.Cui
- Puccinellia minuta Bor
- Puccinellia ×mixta Holmb.
- Puccinellia multiflora L.Liou
- Puccinellia nipponica Ohwi — Бескильница японская
- Puccinellia nudiflora (Hack.) Tzvelev — Бескильница голоцветковая
- Puccinellia nutkaensis (J.Presl) Fernald & Weath.
- Puccinellia nuttalliana (Schult.) Hitchc.
- Puccinellia pamirica (Roshev.) V.I.Krecz. ex Ovcz. & Czukav. — Бескильница памирская
- Puccinellia pannonica (Hack.) Holmb.
- Puccinellia parishii Hitchc. — Бескильница Париша
- Puccinellia parvula Hitchc.
- Puccinellia pauciramea (Hack.) V.I.Krecz. ex Ovcz. & Czukav. — Бескильница немноговетвистая
- Puccinellia phryganodes (Trin.) Scribn. & Merr. — Бескильница ползучая
- Puccinellia poecilantha (K.Koch) Grossh. — Бескильница пёстроцветная
- Puccinellia porsildii T.J.Sørensen
- Puccinellia preslii (Hack.) Ponert
- Puccinellia przewalskii Tzvelev
- Puccinellia pumila (Vasey) Hitchc.
- Puccinellia pusilla (Hack.) Parodi
- Puccinellia qinghaica Tzvelev
- Puccinellia raroflorens Edgar
- Puccinellia roborovskyi Tzvelev
- Puccinellia roshevitsiana (Schischk.) V.I.Krecz. ex Tzvelev — Бескильница Рожевица
- Puccinellia schischkinii Tzvelev — Бескильница Шишкина
- Puccinellia sereginii Tzvelev — Бескильница Серёгина
- Puccinellia shuanghuensis L.Liou
- Puccinellia sibirica Holmb. — Бескильница сибирская
- Puccinellia simplex Scribn.
- Puccinellia skottsbergii (Pilg.) Parodi
- Puccinellia stapfiana R.R.Stewart
- Puccinellia stricta (Hook.f.) C.H.Blom
- Puccinellia strictura L.Liu
- Puccinellia sublaevis (Holmb.) Tzvelev — Бескильница гладковатая
- Puccinellia subspicata (V.I.Krecz.) V.I.Krecz. ex Ovcz. & Czukav. — Бескильница колосовидная
- Puccinellia tenella (Lange) Holmb. ex Porsild — Бескильница тонкая
- Puccinellia tenuiflora (Griseb.) Scribn. & Merr. — Бескильница тонкоцветковая
- Puccinellia tenuissima (Litv. ex V.I.Krecz.) Pavlov — Бескильница тончайшая
- Puccinellia thomsonii (Stapf) R.R.Stewart
- Puccinellia tianschanica (Tzvelev) Ikonn. — Бескильница тяньшаньская
- Puccinellia vaginata (Lange) Fernald & Weath. — Бескильница влагалищная
- Puccinellia vahliana (Liebm.) Scribn. & Merr. — Бескильница Валя
- Puccinellia walkeri (Cheeseman) Allan
- Puccinellia wrightii (Scribn. & Merr.) Tzvelev — Бескильница Райта

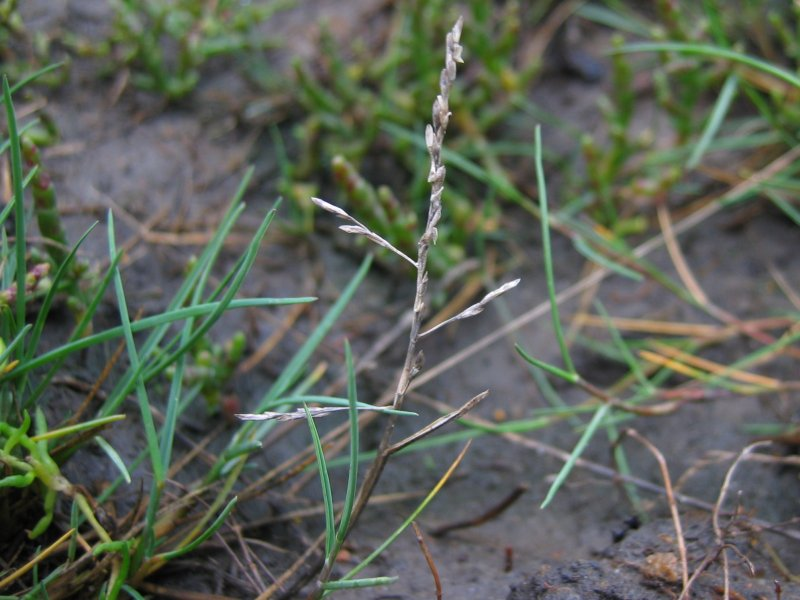
Бескильница морская (Puccinellia maritima)
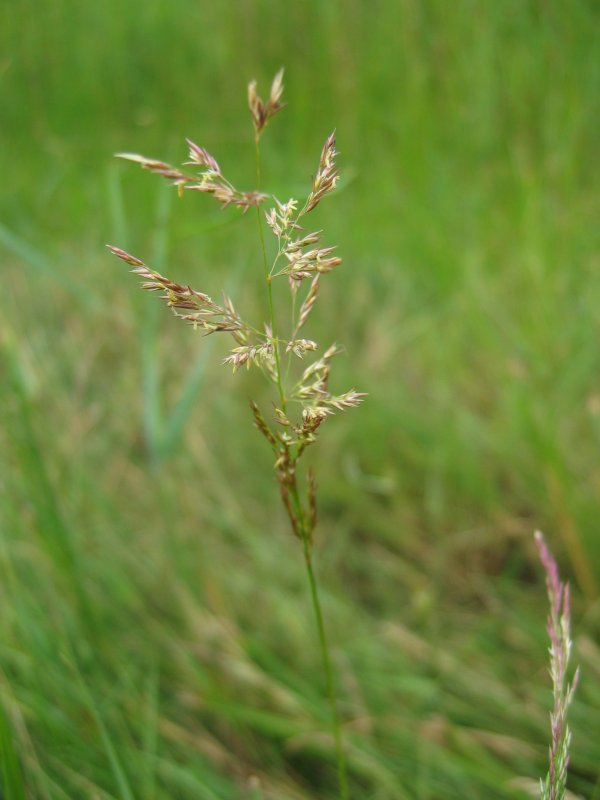
Бескильница расставленная (Puccinellia distans)
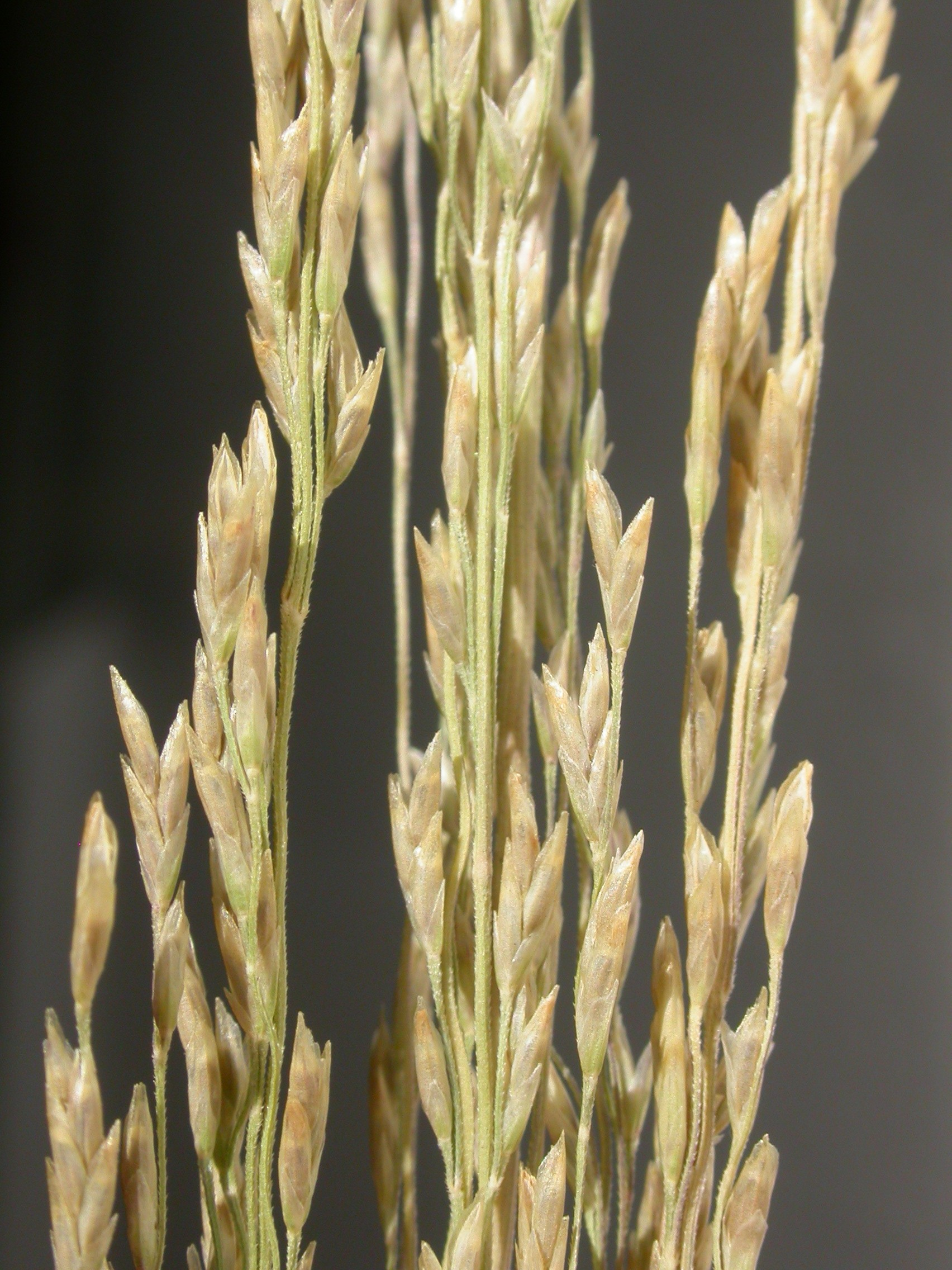
Puccinellia nuttalliana
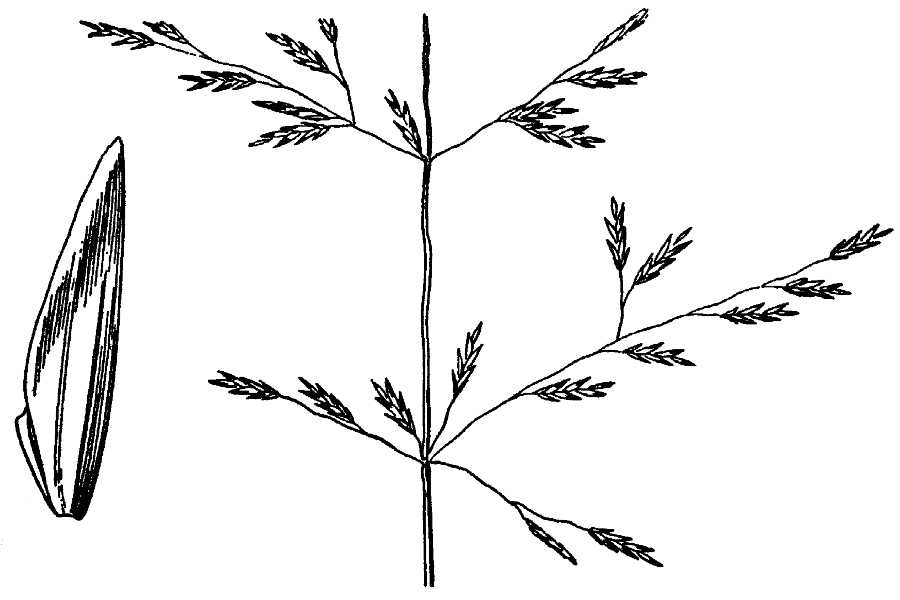
Бескильница Леммона (Puccinellia lemmonii)